# Gran Premio di Singapore 2018
Il Gran Premio di Singapore 2018 è stata la quindicesima prova della stagione 2018 del campionato mondiale di Formula 1. La gara si è corsa domenica 16 settembre 2018 sul circuito di Singapore ed è stata vinta dal britannico Lewis Hamilton su Mercedes, al suo sessantanovesimo successo nel mondiale. Hamilton ha preceduto all'arrivo l'olandese Max Verstappen su Red Bull Racing-TAG Heuer ed il tedesco Sebastian Vettel su Ferrari.

## Vigilia

### Sviluppi futuri
La McLaren annuncia che Lando Norris, pilota impegnato in Formula 2, prenderà il posto di Stoffel Vandoorne, a partire dalla stagione 2019.
La Ferrari decide di affiancare, dalla stagione 2019, al pilota tedesco Sebastian Vettel il monegasco Charles Leclerc, attualmente in Sauber, sostituendo il finlandese Kimi Räikkönen, che firma un biennale con la stessa scuderia svizzera, con cui ha debuttato in Formula 1 nel 2001.

### Aspetti tecnici
Per questa gara la Pirelli, fornitrice unica degli pneumatici, porta pneumatici di mescola soft, ultrasoft e hypersoft.
La FIA stabilisce due zone ove i piloti possono attivare il Drag Reduction System: la prima zona è posta sul Raffles Boulevard, con punto per la determinazione del distacco fra piloti stabilito all'uscita della curva 4; la seconda zona è fissata sul rettilineo dei box, e detection point indicato prima della curva 22.

### Aspetti sportivi
Il pilota della Renault Nico Hülkenberg festeggia il suo centocinquantesimo gran premio in F1. Il tedesco è il pilota che ha corso il maggior numero di gran premi in F1 senza ottenere nemmeno un podio.
La Williams conferma la solita formazione di piloti, con Lance Stroll e Sergej Sirotkin. Dopo l'acquisto della Force India da parte di un gruppo di finanziatori, tra cui il padre di Stroll, era stato ipotizzato che il canadese potesse passare all'altra scuderia, lasciando il proprio volante a Robert Kubica.
Vengono riallineate le curve 16 e 17; in base a queste modifiche, la lunghezza ufficiale del circuito scende da 5 065 m a 5 063 m. Il nuovo asfalto è posato alla curva 1, tra la curva 5 e la curva 7, tra le curve 15 e 17 ed alla curva 23.
L'ex pilota di Formula 1, il britannico Derek Warwick, è nominato commissario aggiunto per la gara. Ha svolto già in passato tale funzione, l'ultima al Gran Premio d'Ungheria.

## Prove

### Resoconto
La prima sessione di prove libere è monopolizzata dalla Red Bull Racing, che porta Daniel Ricciardo al primo posto, a soli due decimi dal record della pista. Al secondo posto si classifica Max Verstappen, staccato di due decimi. L'unico altro pilota a sfondare il muro del minuto e quaranta è Sebastian Vettel, che ha preceduto il suo compagno di scuderia Kimi Räikkönen.
Le Mercedes hanno utilizzato, nella prima parte di sessione, le gomme ultrasoft, quando la pista si presentava ancora poco gommata, per poi passare alle coperture soft. Charles Leclerc ha colpito un muretto a bordo pista, danneggiando una sospensione.
Nella seconda sessione, svolta in serata, Kimi Räikkönen ottiene il nuovo record della pista, in 1'38"699. Il finlandese ha preceduto per appena 11 millesimi Lewis Hamilton, mentre le due Red Bull hanno chiuso col terzo e quarto tempo. Le vetture anglo-austriache non sono particolarmente veloci sul giro secco, ma sembrano possedere un migliore passo di gara. Vettel ha rovinato il suo tentativo più veloce colpendo il muretto alla curva 21, strisciando le gomme del lato destro della vettura contro la protezione. Anche Bottas ha rovinato il suo tentativo con un errore di guida. Le Mercedes hanno dimostrato una certa instabilità in frenata.
Anche nell'ultima sessione di prove libere viene abbassato ancora il record del tracciato. Sebastian Vettel segna 1'38"054, quasi un secondo e mezzo in meno rispetto alla pole position del 2017. Alle spalle del pilota tedesco si è classificato Kimi Räikkönen, mentre terze e quarte sono state le due Mercedes, che hanno preferito concentrarsi sull'uso delle gomme a mescola soft. Più staccate sono risultate le due Red Bull, con Verstappen che ha lamentato problemi al motore e al brake-by-wire.

### Risultati
Nella prima sessione del venerdì si è avuta questa situazione: 
| Pos | Nº | Pilota           | Costruttore               | Tempo    | Gap    | Giri |
| --- | -- | ---------------- | ------------------------- | -------- | ------ | ---- |
| 1   | 3  | Daniel Ricciardo | Red Bull Racing-TAG Heuer | 1'39"711 |        | 27   |
| 2   | 33 | Max Verstappen   | Red Bull Racing-TAG Heuer | 1'39"912 | +0"201 | 27   |
| 3   | 5  | Sebastian Vettel | Ferrari                   | 1'39"997 | +0"286 | 23   |

Nella seconda sessione del venerdì si è avuta questa situazione: 
| Pos | Nº | Pilota         | Costruttore               | Tempo    | Gap    | Giri |
| --- | -- | -------------- | ------------------------- | -------- | ------ | ---- |
| 1   | 7  | Kimi Räikkönen | Ferrari                   | 1'38"699 |        | 35   |
| 2   | 44 | Lewis Hamilton | Mercedes                  | 1'38"710 | +0"011 | 20   |
| 3   | 33 | Max Verstappen | Red Bull Racing-TAG Heuer | 1'39"221 | +0"522 | 28   |

Nella sessione del sabato si è avuta questa situazione: 
| Pos | Nº | Pilota           | Costruttore | Tempo    | Gap    | Giri |
| --- | -- | ---------------- | ----------- | -------- | ------ | ---- |
| 1   | 5  | Sebastian Vettel | Ferrari     | 1'38"054 |        | 19   |
| 2   | 7  | Kimi Räikkönen   | Ferrari     | 1'38"416 | +0"362 | 16   |
| 3   | 44 | Lewis Hamilton   | Mercedes    | 1'38"558 | +0"504 | 14   |

## Qualifiche

### Resoconto
In Q1 il primo a far segnare un tempo significativo è Kimi Räikkönen, con 1'38"534, con il suo compagno di team Sebastian Vettel staccato di sei decimi, prima che le due Force India s'intercalino fra i due ferraristi. Hamilton è quinto, con gomme ultrasoft, a differenza degli altri piloti che utilizzano le hypersoft. Daniel Ricciardo batte il tempo di Räikkönen, così come Vettel, che scala secondo.
A Lance Stroll viene annullato un tempo, per aver superato la linea gialla posta alla curva 7. Dopo oltre dodici minuti dall'inizio della sessione Valtteri Bottas segna il primo suo riferimento cronometrico, lontano dal tempo dei migliori. Stoffel Vandoorne tocca il muretto nel suo ultimo tentativo, ed è eliminato. Assieme al belga del McLaren non passano alla fase seguente le due Williams, Brendon Hartley e Kevin Magnussen.
In Q2, dove le scuderie devono scegliere le gomme con cui poi affronteranno la prima parte della gara, le Mercedes passano alle hypersoft risparmiate nella prima fase, mentre Räikkönen opta per le ultrasoft, anche se il finnico, per un errore, deve abortire il suo primo tentativo. Hamilton si porta in testa, davanti a Vettel (anche lui in ultrasoft) e Bottas. Le due Ferrari passano nuovamente alle hypersoft, mentre Max Verstappen scala primo e l'altro pilota della Red Bull, Ricciardo, è terzo. Anche le Force India sembrano insidiare i tempi delle vetture di Maranello.
Charles Leclerc tocca il muretto, mentre Kimi Räikkönen ottiene il miglior tempo di sessione. Sono eliminati i piloti della Sauber, gli spagnoli Fernando Alonso e Carlos Sainz Jr. oltre a Pierre Gasly.
Nella fase decisiva, dopo il primo tentativo, in testa c'è Hamilton (1'36"015), con tre decimi di vantaggio su Max Verstappen, sei su Sebastian Vettel, sette su Valtteri Bottas, mentre Kimi Räikkönen e Daniel Ricciardo sono a oltre un secondo.
Con l'ultimo tentativo Vettel non riesce a scalzare Hamilton e Verstappen, che restano così in prima fila. Il tedesco resta in seconda, con Bottas. Per Hamilton è la settantanovesima pole position.

### Risultati
Nella sessione di qualifica si è avuta questa situazione:
| Pos                         | Nº | Pilota            | Costruttore               | Q1       | Q2       | Q3       | Griglia |
| --------------------------- | -- | ----------------- | ------------------------- | -------- | -------- | -------- | ------- |
| 1                           | 44 | Lewis Hamilton    | Mercedes                  | 1'39"403 | 1'37"344 | 1'36"015 | 1       |
| 2                           | 33 | Max Verstappen    | Red Bull Racing-TAG Heuer | 1'38"751 | 1'37"214 | 1'36"334 | 2       |
| 3                           | 5  | Sebastian Vettel  | Ferrari                   | 1'38"218 | 1'37"876 | 1'36"628 | 3       |
| 4                           | 77 | Valtteri Bottas   | Mercedes                  | 1'39"291 | 1'37"254 | 1'36"702 | 4       |
| 5                           | 7  | Kimi Räikkönen    | Ferrari                   | 1'38"534 | 1'37"194 | 1'36"794 | 5       |
| 6                           | 3  | Daniel Ricciardo  | Red Bull Racing-TAG Heuer | 1'38"153 | 1'37"406 | 1'36"996 | 6       |
| 7                           | 11 | Sergio Pérez      | Force India-Mercedes      | 1'38"814 | 1'38"342 | 1'37"985 | 7       |
| 8                           | 8  | Romain Grosjean   | Haas-Ferrari              | 1'38"685 | 1'38"367 | 1'38"320 | 8       |
| 9                           | 31 | Esteban Ocon      | Force India-Mercedes      | 1'38"912 | 1'38"534 | 1'38"365 | 9       |
| 10                          | 27 | Nico Hülkenberg   | Renault                   | 1'38"932 | 1'38"450 | 1'38"588 | 10      |
| 11                          | 14 | Fernando Alonso   | McLaren-Renault           | 1'39"022 | 1'38"641 | N.D.     | 11      |
| 12                          | 55 | Carlos Sainz Jr.  | Renault                   | 1'39"103 | 1'38"716 | N.D.     | 12      |
| 13                          | 16 | Charles Leclerc   | Sauber-Ferrari            | 1'39"206 | 1'38"747 | N.D.     | 13      |
| 14                          | 9  | Marcus Ericsson   | Sauber-Ferrari            | 1'39"366 | 1'39"453 | N.D.     | 14      |
| 15                          | 10 | Pierre Gasly      | Scuderia Toro Rosso-Honda | 1'39"614 | 1'39"691 | N.D.     | 15      |
| 16                          | 20 | Kevin Magnussen   | Haas-Ferrari              | 1'39"644 | N.D.     | N.D.     | 16      |
| 17                          | 28 | Brendon Hartley   | Scuderia Toro Rosso-Honda | 1'39"809 | N.D.     | N.D.     | 17      |
| 18                          | 2  | Stoffel Vandoorne | McLaren-Renault           | 1'39"864 | N.D.     | N.D.     | 18      |
| 19                          | 35 | Sergej Sirotkin   | Williams-Mercedes         | 1'41"263 | N.D.     | N.D.     | 19      |
| 20                          | 18 | Lance Stroll      | Williams-Mercedes         | 1'41"334 | N.D.     | N.D.     | 20      |
| Tempo limite 107%: 1'45"023 |    |                   |                           |          |          |          |         |

In grassetto sono indicate le migliori prestazioni in Q1, Q2 e Q3.

## Gara

### Resoconto
Alla partenza il poleman Lewis Hamilton tiene il comando, mentre dietro Sebastian Vettel cerca di superare Max Verstappen, per la seconda posizione. Nelle retrovie c'è un contatto tra le due Force India, con Esteban Ocon che termina a muro. La direzione di gara invia in pista la safety car: nel frattempo Vettel è riuscito a passare Verstappen e posizionarsi secondo.
La gara riprende nella sua valenza agonistica dopo tre giri. Al comando c'è Hamilton, che precede Vettel, Verstappen, Valtteri Bottas, Kimi Räikkönen, Daniel Ricciardo, Sergio Pérez, Romain Grosjean e Fernando Alonso.
La classifica rimane immutata, nelle posizioni di testa, fino al quindicesimo giro, quando Vettel si ferma, per montare gomme ultrasoft. Il giro seguente si ferma anche Hamilton, che opta per gomme soft. La gara è ora comandata da Max Verstappen, con Hamilton quarto, mentre Vettel è quinto. L'olandese della Red Bull Racing attende, per il cambio gomme, il giro 18, e rientra in gara davanti a Vettel. Al comando si trova Kimi Räikkönen, davanti a Ricciardo.
Il finlandese della Ferrari si ferma al giro 22. Rientra in pista sesto, dietro a Vettel (quarto) e al suo connazionale Bottas. Il nuovo leader della gara, Ricciardo, sceglie, per il cambio gomme, il giro 28, quando passa alle ultrasoft, dalle hypersoft, montate al via. Hamilton è di nuovo il battistrada, davanti a Verstappen, Vettel, Bottas, Räikkönen e Ricciardo.
Al trentaquattresimo giro c'è un contatto tra Pérez e Sirotkin, in battaglia nelle posizioni di rincalzo. Il messicano è penalizzato con un drive-through. Attorno al giro 38 Hamilton perde il suo vantaggio sugli inseguitori in quanto rallentato da due doppiati, Romain Grosjean e Sergej Sirotkin, in lotta per la quattordicesima piazza; Verstappen però non riesce ad approfittare del momento e Hamilton conserva il comando del gran premio. Grosjean viene penalizzato di 5 secondi, per aver ignorato le bandiere blu.
Nella parte finale di gara Ricciardo si avvicina a Räikkönen, a sua volta non lontano da Bottas, ma le posizioni non 
cambiano fino all'arrivo. Lewis Hamilton coglie il suo sessantanovesimo successo nel mondiale di F1, e porta a 40 i punti di vantaggio su Sebastian Vettel. Kevin Magnussen ottiene il suo primo giro veloce, il primo per un pilota danese e per la sua scuderia, la Haas.

### Risultati
I risultati del Gran Premio sono i seguenti:
| Pos | Nº | Pilota            | Costruttore               | Giri | Tempo/Ritiro           | Griglia | Punti |
| --- | -- | ----------------- | ------------------------- | ---- | ---------------------- | ------- | ----- |
| 1   | 44 | Lewis Hamilton    | Mercedes                  | 61   | 1h51'11"611            | 1       | 25    |
| 2   | 33 | Max Verstappen    | Red Bull Racing-TAG Heuer | 61   | +8"961                 | 2       | 18    |
| 3   | 5  | Sebastian Vettel  | Ferrari                   | 61   | +39"945                | 3       | 15    |
| 4   | 77 | Valtteri Bottas   | Mercedes                  | 61   | +51"930                | 4       | 12    |
| 5   | 7  | Kimi Räikkönen    | Ferrari                   | 61   | +53"001                | 5       | 10    |
| 6   | 3  | Daniel Ricciardo  | Red Bull Racing-TAG Heuer | 61   | +53"982                | 6       | 8     |
| 7   | 14 | Fernando Alonso   | McLaren-Renault           | 61   | +1'43"011              | 11      | 6     |
| 8   | 55 | Carlos Sainz Jr.  | Renault                   | 60   | +1 giro                | 12      | 4     |
| 9   | 16 | Charles Leclerc   | Sauber-Ferrari            | 60   | +1 giro                | 13      | 2     |
| 10  | 27 | Nico Hülkenberg   | Renault                   | 60   | +1 giro                | 10      | 1     |
| 11  | 9  | Marcus Ericsson   | Sauber-Ferrari            | 60   | +1 giro                | 14      |       |
| 12  | 2  | Stoffel Vandoorne | McLaren-Renault           | 60   | +1 giro                | 18      |       |
| 13  | 10 | Pierre Gasly      | Scuderia Toro Rosso-Honda | 60   | +1 giro                | 15      |       |
| 14  | 18 | Lance Stroll      | Williams-Mercedes         | 60   | +1 giro                | 20      |       |
| 15  | 8  | Romain Grosjean   | Haas-Ferrari              | 60   | +1 giro                | 8       |       |
| 16  | 11 | Sergio Pérez      | Force India-Mercedes      | 60   | +1 giro                | 7       |       |
| 17  | 28 | Brendon Hartley   | Scuderia Toro Rosso-Honda | 60   | +1 giro                | 17      |       |
| 18  | 20 | Kevin Magnussen   | Haas-Ferrari              | 59   | +2 giri                | 16      |       |
| 19  | 35 | Sergej Sirotkin   | Williams-Mercedes         | 59   | +2 giri                | 19      |       |
| Rit | 31 | Esteban Ocon      | Force India-Mercedes      | 0    | Collisione con S.Pérez | 9       |       |

## Classifiche mondiali

### Piloti
| Pos | Pilota            | Punti |
| --- | ----------------- | ----- |
| 1   | Lewis Hamilton    | 281   |
| 2   | Sebastian Vettel  | 241   |
| 3   | Kimi Räikkönen    | 174   |
| 4   | Valtteri Bottas   | 171   |
| 5   | Max Verstappen    | 148   |
| 6   | Daniel Ricciardo  | 126   |
| 7   | Nico Hülkenberg   | 53    |
| 8   | Fernando Alonso   | 50    |
| 9   | Kevin Magnussen   | 49    |
| 10  | Sergio Pérez      | 46    |
| 11  | Esteban Ocon      | 45    |
| 12  | Carlos Sainz Jr.  | 38    |
| 13  | Pierre Gasly      | 28    |
| 14  | Romain Grosjean   | 27    |
| 15  | Charles Leclerc   | 15    |
| 16  | Stoffel Vandoorne | 8     |
| 17  | Lance Stroll      | 6     |
| 17  | Marcus Ericsson   | 6     |
| 18  | Brendon Hartley   | 2     |
| 19  | Sergej Sirotkin   | 1     |

### Costruttori
| Pos | Costruttore               | Punti |
| --- | ------------------------- | ----- |
| 1   | Mercedes                  | 452   |
| 2   | Ferrari                   | 415   |
| 3   | Red Bull Racing-TAG Heuer | 274   |
| 4   | Renault                   | 91    |
| 5   | Haas-Ferrari              | 76    |
| 6   | McLaren-Renault           | 58    |
| 7   | Force India-Mercedes      | 32    |
| 8   | Scuderia Toro Rosso-Honda | 30    |
| 9   | Sauber-Ferrari            | 21    |
| 10  | Williams-Mercedes         | 7     |

## Decisioni della FIA
A seguito dell'incidente con Sergey Sirotkin, Sergio Pérez subisce una decurtazione di tre punti dalla Superlicenza. Lo stesso pilota russo si vede sottrarre due punti per aver mandato fuori pista un altro pilota.